# 20.ª etapa do Giro d'Italia de 2019
A 20.ª etapa do Giro d'Italia de 2019 teve lugar a 1 de junho de 2019 entre Feltre e Croce d'Aune-Monte Avena sobre um percurso de 194 km e foi vencida pelo ciclista espanhol Pello Bilbao da equipa Astana, quem com este triunfo completou a sua segunda vitória de etapa no Giro de 2019. O ciclista equatoriano Richard Carapaz da equipa Movistar conservou a Maglia Rosa.

## Classificação da etapa
| \| Classificação por etapas \| Classificação por etapas \| Classificação por etapas \| Classificação por etapas \| Classificação por etapas \| \| Ciclista \| Ciclista \| Equipe \| Tempo \| \| \| ------------------------ \| ------------------------ \| ------------------------ \| ------------------------ \| ------------------------ \| \| 1. \| Pello Bilbao \| Astana \| 5h46m02s \| \| \| 2. \| Mikel Landa \| Movistar Team \| + 0s \| \| \| 3. \| Giulio Ciccone \| Trek-Segafredo \| + 2s \| \| \| 4. \| Richard Carapaz \| Movistar Team \| + 4s \| \| \| 5. \| Vincenzo Nibali \| Bahrain-Merida \| + 4s \| \| \| 6. \| Tanel Kangert \| EF Education First \| + 15s \| \| \| 7. \| Mikel Nieve \| Mitchelton-Scott \| + 15s \| \| \| 8. \| Valentin Madouas \| Groupama-FDJ \| + 25s \| \| \| 9. \| Rafał Majka \| Bora-Hansgrohe \| + 44s \| \| \| 10. \| Domenico Pozzovivo \| Bahrain-Merida \| + 44s \| \| |                    |                    |          |
| |                    |                    |          |
| Fonte: ProCyclingStats |                    |                    |          |
| Classificação por etapas |                    |                    |          |
| Ciclista | Ciclista           | Equipe             | Tempo    |
| 1. | Pello Bilbao       | Astana             | 5h46m02s |
| 2. | Mikel Landa        | Movistar Team      | + 0s     |
| 3. | Giulio Ciccone     | Trek-Segafredo     | + 2s     |
| 4. | Richard Carapaz    | Movistar Team      | + 4s     |
| 5. | Vincenzo Nibali    | Bahrain-Merida     | + 4s     |
| 6. | Tanel Kangert      | EF Education First | + 15s    |
| 7. | Mikel Nieve        | Mitchelton-Scott   | + 15s    |
| 8. | Valentin Madouas   | Groupama-FDJ       | + 25s    |
| 9. | Rafał Majka        | Bora-Hansgrohe     | + 44s    |
| 10. | Domenico Pozzovivo | Bahrain-Merida     | + 44s    |

## Classificações ao final da etapa

### Classificação geral(Maglia Rosa)
| \| Classificação geral \| Classificação geral \| Classificação geral \| Classificação geral \| Classificação geral \| \| Ciclista \| Ciclista \| Equipe \| Tempo \| \| \| ------------------- \| ------------------- \| ------------------- \| ------------------- \| ------------------- \| \| 1. \| Richard Carapaz \| Movistar Team \| 89h38m28s \| \| \| 2. \| Vincenzo Nibali \| Bahrain-Merida \| + 1m54s \| \| \| 3. \| Mikel Landa \| Movistar Team \| + 2m53s \| \| \| 4. \| Primož Roglič \| Team Jumbo-Visma \| + 3m16s \| \| \| 5. \| Bauke Mollema \| Trek-Segafredo \| + 5m51s \| \| \| 6. \| Miguel Ángel López \| Astana \| + 7m18s \| \| \| 7. \| Rafał Majka \| Bora-Hansgrohe \| + 7m28s \| \| \| 8. \| Simon Yates \| Mitchelton-Scott \| + 8m01s \| \| \| 9. \| Pavel Sivakov \| Team Ineos \| + 9m11s \| \| \| 10. \| Ilnur Zakarin \| Katusha-Alpecin \| + 12m50s \| \| |                    |                  |           |
| |                    |                  |           |
| Fonte: ProCyclingStats |                    |                  |           |
| Classificação geral |                    |                  |           |
| Ciclista | Ciclista           | Equipe           | Tempo     |
| 1. | Richard Carapaz    | Movistar Team    | 89h38m28s |
| 2. | Vincenzo Nibali    | Bahrain-Merida   | + 1m54s   |
| 3. | Mikel Landa        | Movistar Team    | + 2m53s   |
| 4. | Primož Roglič      | Team Jumbo-Visma | + 3m16s   |
| 5. | Bauke Mollema      | Trek-Segafredo   | + 5m51s   |
| 6. | Miguel Ángel López | Astana           | + 7m18s   |
| 7. | Rafał Majka        | Bora-Hansgrohe   | + 7m28s   |
| 8. | Simon Yates        | Mitchelton-Scott | + 8m01s   |
| 9. | Pavel Sivakov      | Team Ineos       | + 9m11s   |
| 10. | Ilnur Zakarin      | Katusha-Alpecin  | + 12m50s  |

### Classificação por pontos(Maglia Ciclamino)
| Classificação por pontos | Classificação por pontos | Classificação por pontos    | Classificação por pontos | Classificação por pontos |
| Ciclista                 | Ciclista                 | Equipe                      | Pontos                   |                          |
| ------------------------ | ------------------------ | --------------------------- | ------------------------ | ------------------------ |
| 1.                       | Pascal Ackermann         | Bora-Hansgrohe              | 226 pts                  |                          |
| 2.                       | Arnaud Démare            | Groupama-FDJ                | 213 pts                  |                          |
| 3.                       | Damiano Cima             | Nippo-Vini Fantini-Faizanè  | 104 pts                  |                          |
| 4.                       | Fausto Masnada           | Androni Giocattoli-Sidermec | 93 pts                   |                          |
| 5.                       | Richard Carapaz          | Movistar Team               | 90 pts                   |                          |
| 6.                       | Davide Cimolai           | Israel Cycling Academy      | 60 pts                   |                          |
| 7.                       | Mirco Maestri            | Bardiani CSF                | 54 pts                   |                          |
| 8.                       | Primož Roglič            | Team Jumbo-Visma            | 49 pts                   |                          |
| 9.                       | Vincenzo Nibali          | Bahrain-Merida              | 49 pts                   |                          |
| 10.                      | Manuel Belletti          | Androni Giocattoli-Sidermec | 45 pts                   |                          |

### Classificação da montanha(Maglia Azzurra)
| Classificação da montanha | Classificação da montanha | Classificação da montanha   | Classificação da montanha | Classificação da montanha |
| Ciclista                  | Ciclista                  | Equipe                      | Pontos                    |                           |
| ------------------------- | ------------------------- | --------------------------- | ------------------------- | ------------------------- |
| 1.                        | Giulio Ciccone            | Trek-Segafredo              | 267 pts                   |                           |
| 2.                        | Fausto Masnada            | Androni Giocattoli-Sidermec | 115 pts                   |                           |
| 3.                        | Damiano Caruso            | Bahrain-Merida              | 84 pts                    |                           |
| 4.                        | Richard Carapaz           | Movistar Team               | 75 pts                    |                           |
| 5.                        | Mikel Nieve               | Mitchelton-Scott            | 68 pts                    |                           |
| 6.                        | Ilnur Zakarin             | Katusha-Alpecin             | 54 pts                    |                           |
| 7.                        | Mattia Cattaneo           | Androni Giocattoli-Sidermec | 53 pts                    |                           |
| 8.                        | Pello Bilbao              | Astana                      | 46 pts                    |                           |
| 9.                        | Mikel Landa               | Movistar Team               | 42 pts                    |                           |
| 10.                       | Gianluca Brambilla        | Trek-Segafredo              | 40 pts                    |                           |

### Classificação dos jovens(Maglia Bianca)
| Classificação dos jovens | Classificação dos jovens | Classificação dos jovens | Classificação dos jovens | Classificação dos jovens |
| Ciclista                 | Ciclista                 | Equipe                   | Tempo                    |                          |
| ------------------------ | ------------------------ | ------------------------ | ------------------------ | ------------------------ |
| 1.                       | Miguel Ángel López       | Astana                   | 89h45m46s                |                          |
| 2.                       | Pavel Sivakov            | Team Ineos               | + 1m53s                  |                          |
| 3.                       | Hugh Carthy              | EF Education First       | + 8m39s                  |                          |
| 4.                       | Valentin Madouas         | Groupama-FDJ             | + 13m55s                 |                          |
| 5.                       | Giulio Ciccone           | Trek-Segafredo           | + 19m02s                 |                          |
| 6.                       | Edward Dunbar            | Team Ineos               | + 32m00s                 |                          |
| 7.                       | Lucas Hamilton           | Mitchelton-Scott         | + 57m15s                 |                          |
| 8.                       | Ben O'Connor             | Dimension Data           | + 1m10s                  |                          |
| 9.                       | Chris Hamilton           | Team Sunweb              | + 1h16m13s               |                          |
| 10.                      | Jai Hindley              | Team Sunweb              | + 1h20m45s               |                          |

### Classificação por equipas"Super Team"
| Classificação por equipes | Classificação por equipes   | Classificação por equipes | Classificação por equipes |
| Equipe                    | Equipe                      | Tempo                     |                           |
| ------------------------- | --------------------------- | ------------------------- | ------------------------- |
| 1.                        | Movistar Team               | 269h34m59s                |                           |
| 2.                        | Astana                      | + 17m53s                  |                           |
| 3.                        | Bahrain-Merida              | + 19m23s                  |                           |
| 4.                        | EF Education First          | + 24m15s                  |                           |
| 5.                        | Mitchelton-Scott            | + 31m35s                  |                           |
| 6.                        | Ineos                       | + 34m37s                  |                           |
| 7.                        | Trek-Segafredo              | + 1h09m47s                |                           |
| 8.                        | Bora-hansgrohe              | + 1h37m46s                |                           |
| 9.                        | Androni Giocattoli-Sidermec | + 1h37m46s                |                           |
| 10.                       | Team Jumbo-Visma            | + 2h08m09s                |                           |

## Abandonos
- Florian Sénéchal, devido a uma queda que lhe provocou uma fractura da clavícula, abandonou durante a etapa.[2]